# قانون موکی
قانون موکی (به انگلیسی: Mookie's Law) یک فیلم کوتاه کمدی به کارگردانی و نویسندگی علی ماکادام محصول سال ۲۰۰۸ است.

## بازیگران
- علی ماکادام در نقش موکی
- کارن بویاجیان در نقش عرب
- نینا دوبرو در نقش روزابلا
- آبری "دریک" گراهام در نقش چت والترز
- گرگ دونهام در نقش پروفسور کالهن
- مزین السادینگ در نقش لیون
- کایل اشمید در نقش هنک برودی
- ساندرا واداسز در نقش الویرا
- جنل ویلیامز در نقش دالیا
- استیون یافی در نقش گریسی
- ناتی زاویتز در نقش والی